# Thierry Bianquis
Thierry Bianquis (1935 - 2 de setembro de 2014) foi um arabista e orientalista libano-francês. Tinha com principal interesse o Oriente Médio islâmico medieval, sobretudo o período fatímida do Egito e Síria, que foi assunto de sua dissertação.

## Vida
Nascido em 1935 em Brumana, Líbano, permaneceu sua infância no país até vir à França para seguir sua educação superior. Foi residente do Instituto Francês de Estudos Árabes em Damasco em 1967–1975 e serviu como seu diretor em 1975–1981, bem como membro do Instituto Francês de Arqueologia Oriental no Cairo em 1971–1975. Em 1991, foi eleito professor de história e civilização islâmica na Universidade Lumière Lyon 2. Junto de sua volumosas publicações, serviu como editor da segunda edição da Enciclopédia do Islã e foi um dos principais autores da The Cambridge history of Egypt: Islamic Egypt (641-1517).